# 잡찬
잡찬(迊湌)은 신라 시대 17관등에서 3등으로 파진찬의 위이며 소판(蘇判),잡판(迊判),잡간(迊干)이라고도 한다. 진골(眞骨)만이 받을 수 있는 관등으로, 공복(公服)의 빛깔은 자색(紫色)이었다.

## 인물
- 김위문(金魏文) 또는 김훈입(金訓入) : 원성왕이 된 경신(敬信)의 할아버지이며, 흥평대왕(興平大王)으로 추봉되었다.
- 김의관(金義寬 또는 金義官) : 38대 원성왕(元聖王)의 증조(曾祖)
- 마질차(摩叱次) : 마차(摩次)라고도 한다. 신라 제38대 원성왕의 증조부로서 대아찬(大阿飡) 김법선(金法宣)의 아버지이다. 다만,『삼국유사』에 현성대왕(玄聖大王)으로 추봉된 법선의 아버지라고 되어 있다.
- 김무력 : 김유신의 할아버지인 사돌부 출신
- 김서현(또는 庶云) : 김유신의 아버지
- 충지(忠至) : 907년∼911년(효공왕 11∼15)경 지방세력가로서 금관고성(金官高城 : 지금의 경상남도 김해시)을 공격하여 취하고 성주장군(城主將軍)이 된 최고지배자이며 본명은 소율희(蘇律熙)이다. "아간(阿干) 영규(英規)라는 자가 충지의 위세를 빌려 수로왕릉(首露王陵)의 묘향(廟享)을 빼앗아 함부로 제사를 지내던 중 단오에 향사(享祀)를 지내다가 우연히 대들보가 부러져 깔려 죽어서 충지는 놀랍고 두려워 3척(尺) 비단에 수로왕의 진영을 그려서 벽상에 모시고 아침저녁으로 촛불을 밝혀 정성을 다하여 모셨다. 3일이 지나자 진영의 두 눈에서 피눈물이 흘러 땅 위에 고이니 거의 한 말이나 되었다. 충지는 더욱 두려워 그 진영을 내려 밖으로 나가 불태우고 수로왕의 후손 규림(圭林)을 불러 종전대로 왕의 후손인 그에게 제사를 받들게 하였다."라고 하는데 이는 수로왕에 대한 제사를 둘러싼 전통적인 주제권자(主祭權者)인 수로왕의 후손과 그 주제권을 탈취하려는 쪽과의 분규 사실이 설화로 전해 내려온다.
- 김억렴(金億廉) : 신라 마지막왕인 경순왕의 큰아버지이며. 고려 태조의 제5비 신성왕후(神成王后)의 아버지이자 신성왕후의 아들이 고려 현종(顯宗)이 되면서 신성왕태후(神成王太后)로 추시(追諡)되었고 욱을 안종(安宗)으로 추봉하였다. 지대야군사(知大耶郡事)를 지냈다.

## 같이 보기
- 삼국사기
- 삼국유사
- 「나말려초(羅末麗初) 친족조직(親族組織)의 변동(變動)」(노명호, 『김용덕박사정년기념사학논총(金龍德博士停年紀念史學論叢)』, 1988)
- 「신라말(新羅末) 김해지방(金海地方)의 호족세력(豪族勢力)과 선종(禪宗)」(최병헌, 『한국사론(韓國史論)』4, 1978)
- 『고려사(高麗史)』
- 「고려시대(高麗時代)의 역사계승의식(歷史承繼意識)」(하현강, 『이화사학연구(梨花史學硏究)』 8, 1975)